# Kościół św. Rocha w Łęgonicach
Kościół św. Rocha w Łęgonicach – rzymskokatolicki kościół w diecezji łowickiej.
Położony w okolicy Łęgonic na tzw. Górce Przeprośnej (Górce Zgody).
W roku 1666 doszło tu do zawarcia tzw. ugody w Łęgonicach, kończącej rokosz Lubomirskiego. Na pamiątkę tego wydarzenia powstała kaplica. Następnie w latach 30. XX wieku wybudowano tu kościół pod wezwaniem św. Rocha.
Kościół, wykonany w całości z cegły, jest jednonawowy z absydą i z 4 małymi kaplicami bocznymi.
W czasie pierwszej wojny światowej kościół został zniszczony przez wojska austriackie. Śladem tego zdarzenia są wmurowane pociski (łuski) w południowej ścianie obecnego kościółka.